# Тула (Новосибірська область)
Тула (рос. Тула) — селище в Іскітимському районі Новосибірської області Російської Федерації.
Входить до складу муніципального утворення Бистровська сільрада. Населення становить 190 осіб (2010).

## Історія
Згідно із законом від 2 червня 2004 року органом місцевого самоврядування є Бистровська сільрада.

## Населення
| 2002 | 2007 | 2010 |
| ---- | ---- | ---- |
| 270  | ↗353 | ↘190 |